# Весела Долина (Кременчуцький район)
Весела́ Доли́на — село в Україні, у Глобинській міській громаді Кременчуцького району Полтавської області. Населення становить на 1 січня 2011 року становить 778 осіб. До 2020 орган місцевого самоврядування — Кринківська сільська рада. Також до цієї сільради входили с. Великі Кринки, с. Сіренки, с. Степове та с. Шевченки.

## Географія
Село Весела Долина розташоване за 25 км від районного центру міста Глобине на березі пересихаючої річечки Манжелійка, яка за 13 км впадає в річку Псел. За 3,5 км розташоване село Великі Кринки. На річці декілька запруд. Поруч проходить автомобільна дорога Т 1717. Площа населеного пункту — 438,02 га.

## Історія
Село засноване на початку XVIII століття.
Заснування с. Весела Долина пов’язують з періодом масового заселення козацькою старшиною та реєстровими козаками Лівобережної частини України. Існує версія, що на сьогоднішньому місці села протікала невелика річка Манжелійка, де і поселився козак Сталев. Біля садиби козака поселялися й інші люди. На берегах Манжелійки, на місці, де зараз знаходиться с. Весела Долина, виникли два села – Лисівка та Сталева Долина. У Лисівці жили вільні козаки, а у Сталевій Долині – казенні люди, тобто кріпаки.
За даними перепису населення 1862 року в с. Сталева Долина проживало 231 чоловік і 238 жінок. У селі діяли одна православна церква, два заводи. На хуторі Лисівка при озері Лисівському було 20 дворів, у яких жило 143 чоловіків і 147 жінок. Кількість населення з року в рік зростала. На 1900 рік у Долині налічувалося 172 дворів із населенням 521 чоловічої статі і 498 – жіночої. У селянській власності знаходилася 281 десятина землі. Хутір Лисівка знаходився за одну версту від Долини. 20 дворів були козацькими, у яких мешкало 216 чоловіків і 203 жінок, які мали у своїй власності 496 десятин землі, 28 дворів були кріпацькими. Мешкало в них 83 чоловіків і 69 жінок. У їхньому користуванні взагалі не було землі.
Села і хутори розросталися і люди, навіть не помітили коли вони з’єдналися, утворився єдиний населений пункт, але старі назви до цього часу в пам’яті веселодолинців збереглися. Рік перейменування Сталевої Долини у Веселу не встановлено.
У Національній книзі пам'яті жертв Голодомору 1932—1933 років в Україні вказано, що 49 жителів села загинули від голоду.
12 червня 2020 року, відповідно до розпорядження Кабінету Міністрів України № 721-р «Про визначення адміністративних центрів та затвердження територій територіальних громад Полтавської області», село увійшло до складу Глобинської міської громади.
19 липня 2020 року, в результаті адміністративно - територіальної реформи та ліквідації Глобинського району, село увійшло до складу новоутвореного Кременчуцького району.

## Населення
Населення станом на 1 січня 2011 року становить 778 осіб, 287 дворів.
- 2001 — 927
- 2011 — 778 жителів, 287 дворів

### Мова
Розподіл населення за рідною мовою за даними перепису 2001 року:
| Мова            | Кількість | Відсоток |
| --------------- | --------- | -------- |
| українська      | 879       | 94.82%   |
| російська       | 38        | 4.10%    |
| румунська       | 9         | 0.97%    |
| інші/не вказали | 1         | 0.11%    |
| Усього          | 927       | 100%     |

## Економіка
В селі працює товариство з обмежено відповідальністю «Промінь-Лан» (директор Бриж О. А.).

## Освіта
На території сільської ради діють:
- Веселодолинська загальноосвітня школа І-ІІ ступенів (директор Коваленко Т. В.)
- Веселодилинський дитячий навчальний заклад «Сонечко» (завідувачка Кулішова Л. П.)

## Інфраструктура
Село газифіковане. Є водогін. Діє фельдшерсько-акушерський пункт (завідувач Жук В. П.).

## Особистості
У селі народилися:
- Канівець Володимир Васильович (1923-2017) — письменник, лауреат Шевченківської премії 1970 року за роман «Ульянови».[1]
- Таратута Василь Миколайович — український радянський діяч, багаторічний керівник Вінницької області, голова Вінницького обласного виконавчого комітету Ради депутатов трудящих, 1-й секретар Вінницького обласного комітету КПУ. Член ЦК КПУ в 1971—1986 р. Кандидат у члени ЦК КПРС у 1971—1976 р. Член ЦК КПРС у 1976—1990 р. Депутат Верховної Ради СРСР 8—10-го скликань.